# Personne morale individuelle
Une personne morale individuelle ou personne morale simple (corporation sole) est une entité ayant la personnalité juridique et étant constituée d'une seule personne physique. Il s'agit d'une « personne morale », puisqu'elle constitue une entité légale distincte d'une personne physique, mais elle est « individuelle », puisqu'elle est associée avec une fonction ou une personne.
La personne morale individuelle est un concept utilisé dans les pays ayant pour tradition juridique la common law afin d'illustrer certaines fonctions historiques ou protocolaires. Elle permet d'effectuer une distinction entre l'entité juridique et la personne physique qui est titulaire d'une fonction . À titre d'exemple, la Couronne en common law est une personne physique (le monarque), mais elle est aussi une personne morale individuelle qui est titulaire de droits et d'obligations. Ainsi, lorsque le monarque décède, la personne morale individuelle se transmet au monarque suivant.
Ce concept vise à dépersonnaliser les rapports juridiques avec une fonction publique.

## Exemples
- Au Canada :
  - le Roi du Canada
  - le Gouverneur général du Canada
  - le directeur des terres destinées aux anciens combattants